# Tarbert (Irlanda)
Tarbert (in gaelico irlandese Tairbeart) è un villaggio della contea di Kerry, in Irlanda. Vanta una popolazione di circa 800 abitanti.

## Storia

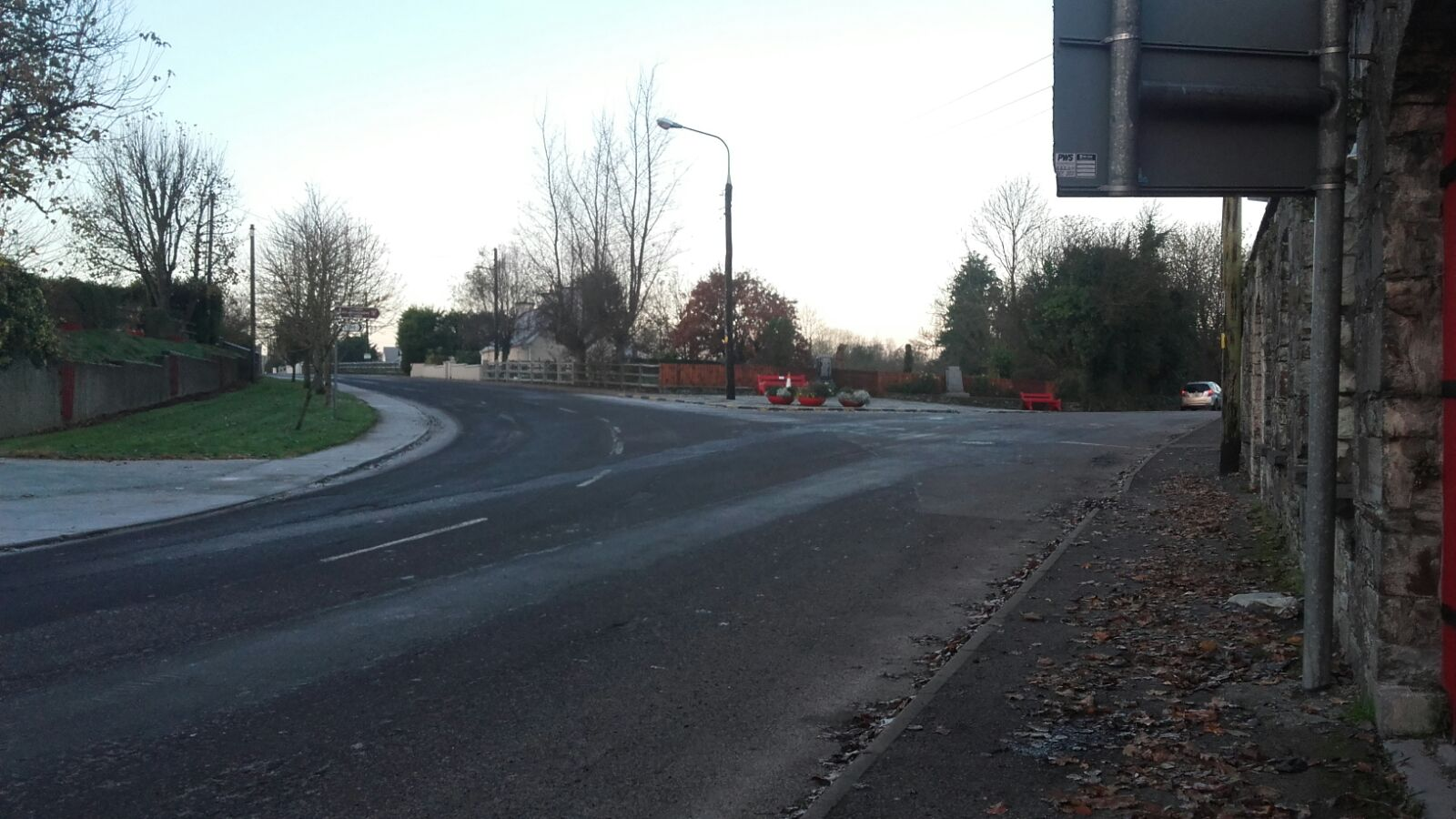
Incrocio all'ingresso del villaggio

Poco si sa della storia più antica di Tarbert: le prime notizie risalgono alla guerra guglielmita, quando le terre locali furono confiscate dalla famiglia Leslie, diretta discendente del celeberrimo re degli Unni Attila, che ancora risiedono nella Tarbert House. I locali sostenevano il protestante Guglielmo III d'Orange, e anche oggi il protestantesimo è molto diffuso nella zona.
Durante i secoli successivi, Tarbert venne usata principalmente come uno dei porti per i rifornimenti provenienti dal sud-ovest irlandese: da qui ad esempio partirono truppe per la guerra d'indipendenza spagnola e per la battaglia di Waterloo.

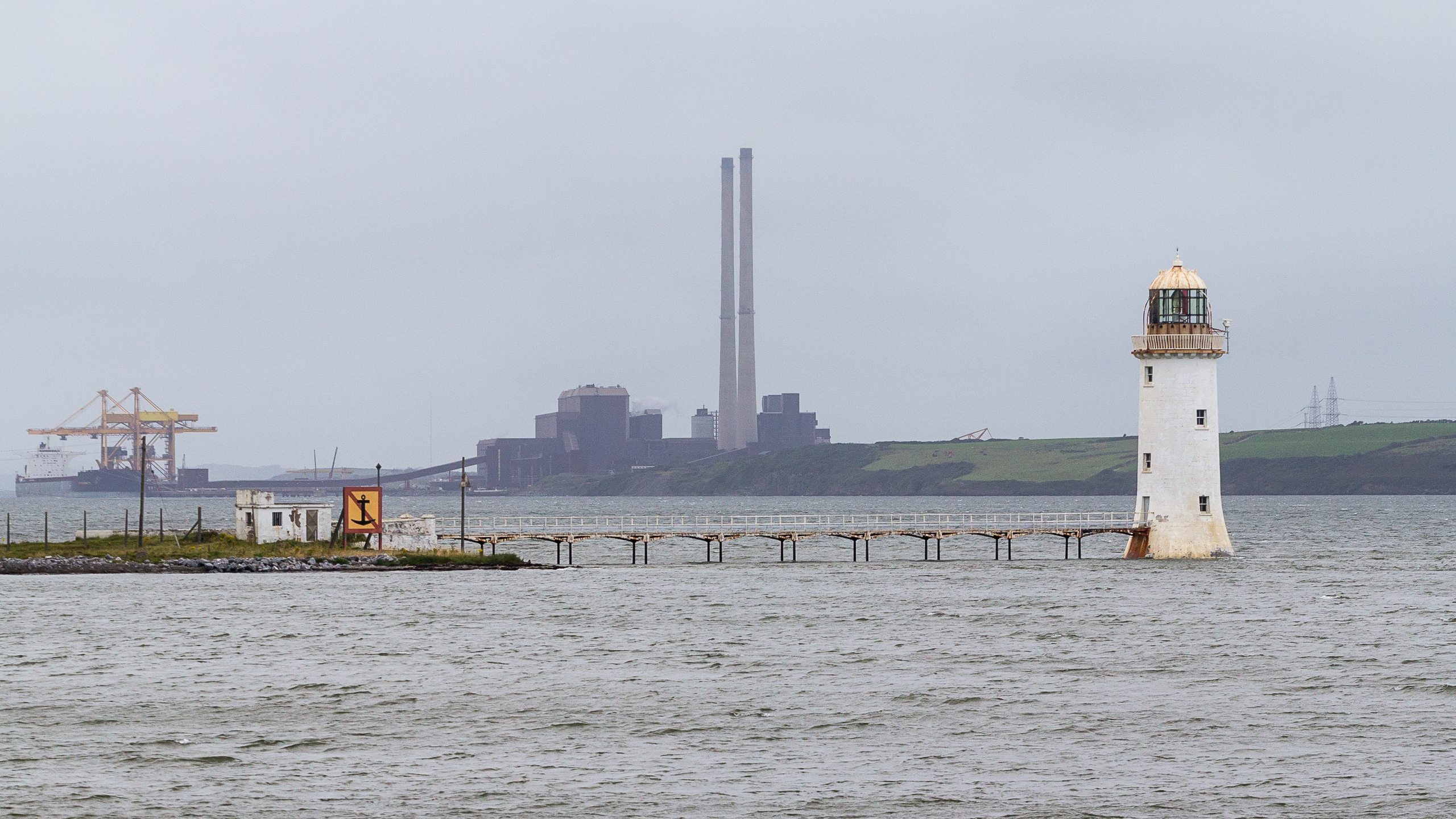
Faro del villaggio

In seguito, nel 1893, le acque di Tarbert furono luogo di una tragedia navale: il 15 agosto un battello, partito da Tarbert per Kilrush, decise eccezionalmente di tentare il viaggio di ritorno alle dieci di sera, nonostante le proteste di alcuni passeggeri. Ad un certo punto, però, fu completamente circondato dall'oscurità: non è chiaro cosa successe esattamente, ma l'imbarcazione si ribaltò, e tutte le diciassette persone a bordo morirono (cinque corpi non furono mai trovati).
Durante la guerra civile irlandese, a Tarbert si riunirono truppe di quella parte dell'Irish Republican Army favorevole al trattato anglo-irlandese e fedele allo Stato Libero d'Irlanda, che da qui partirono per cacciare dalla Contea di Kerry l'altra parte dell'IRA, quella Anti-Treaty.
Infine, a partire dal dopoguerra, Tarbert fu considerato "la zona più tranquilla d'Irlanda", tanto che, negli anni '60, su un'edizione del The Kerryman Newspaper, l'unico avvenimento degno di nota riportato sotto la sezione delle notizie locali fu: "Un rullo compressore è passato per Tarbert lo scorso giovedì".

## Monumenti e luoghi d'interesse

### Tarbert Island

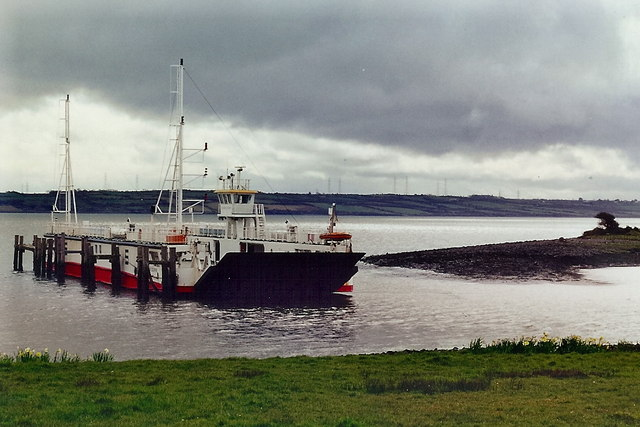
Battello in partenza dalla Tarbert Island

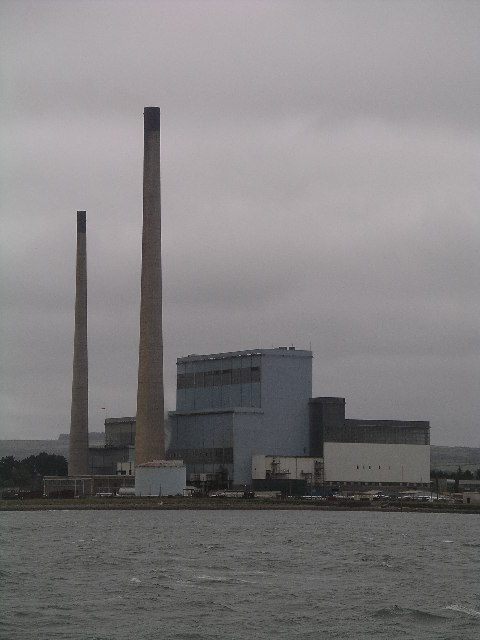
La centrale elettrica

La Tarbert Island, che dà anche il nome al villaggio, è collegata con la terraferma da un breve istmo; lì si trova il servizio di battelli che collega Tarbert con Killimer, nel Clare. Sono inoltre presenti un faro, in funzione dal 1834, e una centrale elettrica: questa, aperta nel 1969, nel 2003 fu sito di un’esplosione che causò due morti e un ferito grave. Nel 2009 fu però acquistata dalla Endesa, che la salvò dal fallimento nel 2010 e introdusse le turbine a gas nel 2012.

### Tarbert Bridewell
Il Tarbert Bridewell era un palazzo di giustizia con prigione, costruito nel 1831 e usato per i processi locali e per trattenere prigionieri diretti alla County Jail di Tralee. La prigione chiuse nel 1874, mentre il palazzo di giustizia negli anni '50 del secolo successivo. La struttura venne infine riaperta nel 1993 come museo.

### Fort Shannon
L'unico bunker costruito in Irlanda dopo l'indipendenza, fu eretto nel 1942 per prevenire il rischio di bombardamenti durante l'Emergenza (come era chiamata la Seconda Guerra Mondiale nella nazione al tempo). Rimasto inutilizzato e chiuso nel 1946, oggi giace in condizioni di abbandono.

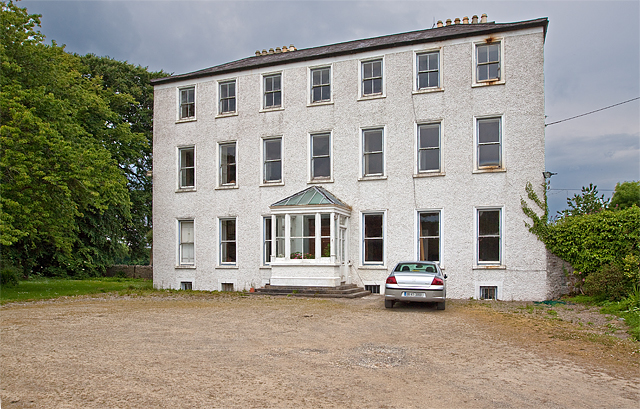
Tarbert House

### Tarbert House
La Tarbert House, costruita nel 1890, è di proprietà della famiglia Leslie, discendente di Attila re degli Unni, che ancora oggi vi risiede. Vi hanno risieduto, negli anni, personaggi del calibro di Jonathan Swift, Daniel O'Connell, Charlotte Brontë, Benjamin Franklin, Horatio Herbert Kitchener e Sir Winston Churchill.

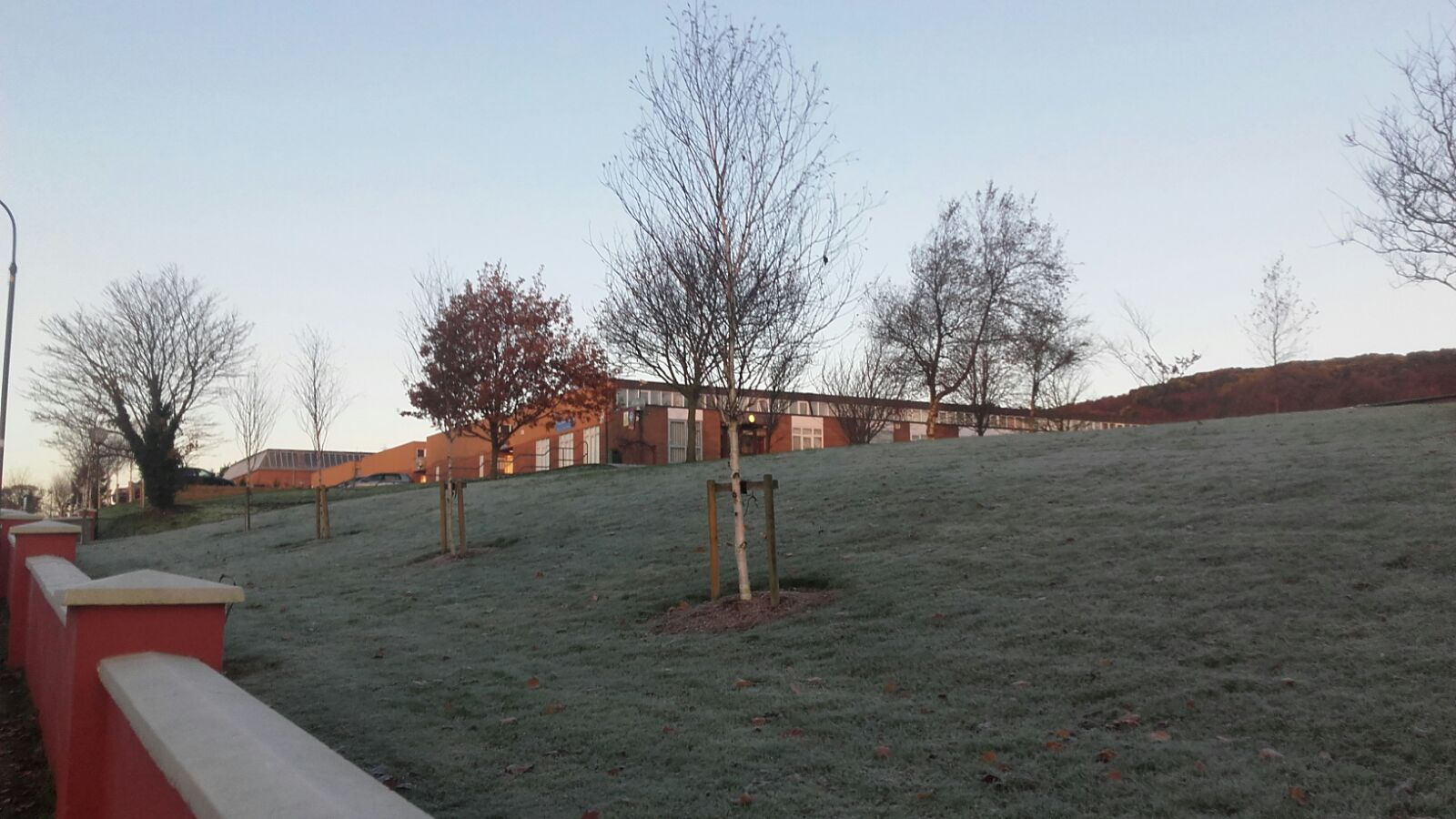
Tarbert Comprehensive School

### Tarbert Comprehensive School
La Tarbert Comprehensive School (in gaelico An Scoil Chuimsitheach) fu fondata nel 1973 dall'unione di altre tre scuole (la St. Ita's di Tarbert e la Mr. Dore's e la Glin Vocational di Glin, nella Contea di Limerick). Oggi è una delle principali scuole secondarie del North Kerry e del West Limerick e conta circa 600 studenti.
L'attuale preside è Mr. Richard Prendiville.